# Zęby (herb szlachecki)

pierwotna wersja herbu

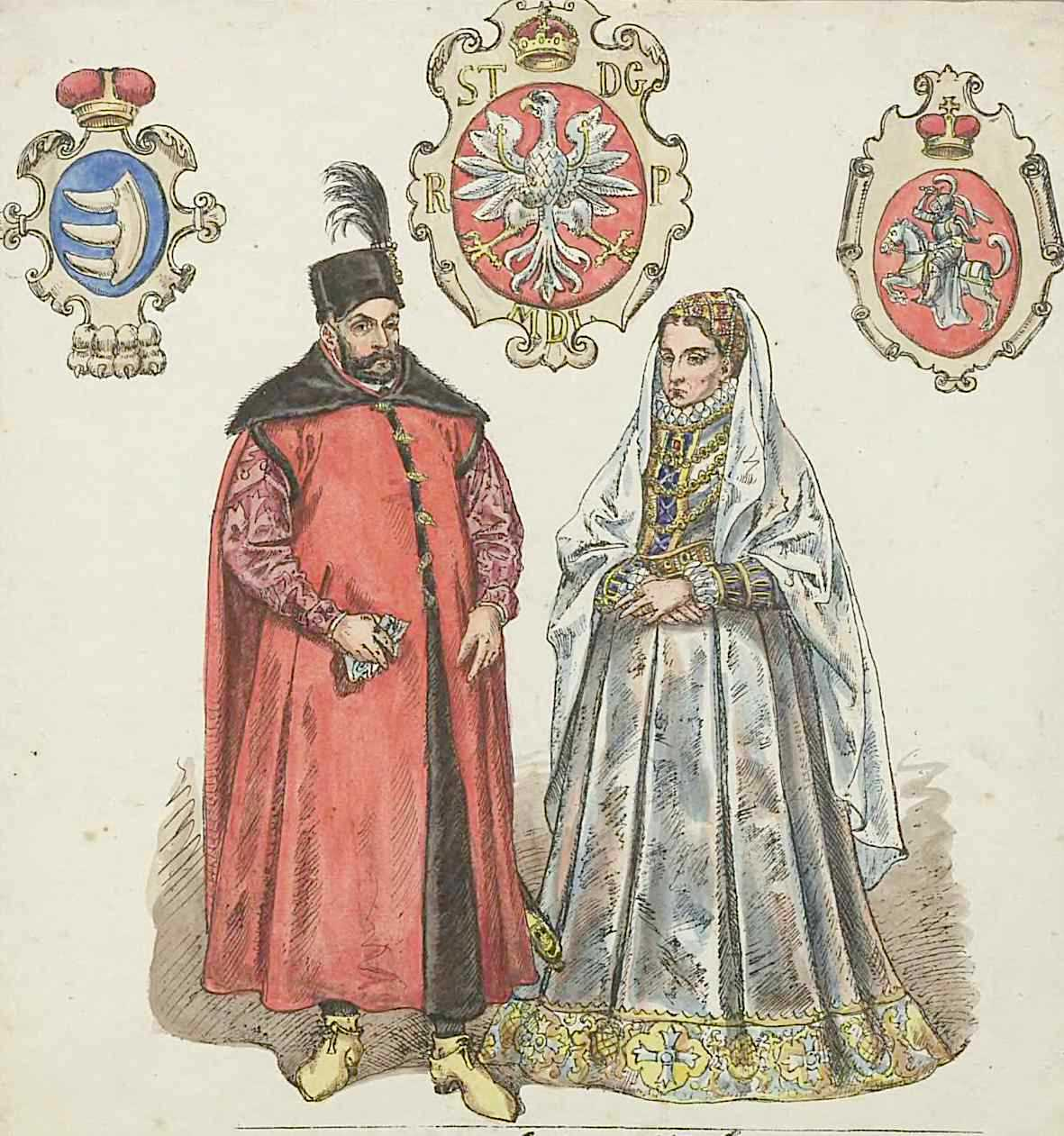
Nieprawidłowa wersja herbu na obrazie Matejki

Zęby (Trzy Zęby, Smocze Zęby, Wilcze Zęby) – polski i węgierski herb szlachecki, przyniesiony do Polski przez króla Stefana Batorego w 1576 roku.

## Opis herbu
Opis zgodnie z klasycznymi regułami blazonowania:
W polu czerwonym trzy wilcze zęby srebrne w słup, większe nad mniejszymi, osadzone w takimż kawałku szczęki. W formie pierwotnej zamiast zębów były trzy kliny w słup ostrzami w lewo. Niekiedy szczękę przedstawiano przylegającą do brzegów tarczy co jest niezgodne z zasadami stylizacji heraldycznej. Zdarzały się przypadki odwrócenia godła i zamiany barw pola na błękitne.

## Herbowni
Batory, Batowski, Baturzycki, Baur-Baturzycki.

### Znani herbowni
- Andrzej Batory
- Baltazar Batory (zm. 1577)

- Baltazar Batory (zm. 1594)

- Elżbieta Batory
- Gabriel Batory
- Jan Batory
- Krzysztof Batory
- Stefan Batory – król Polski
- Stefan Batory (wojewoda siedmiogrodzki)
- Zygmunt Batory